# Herakleios' veldtocht van 622
Herakleios' veldtocht van 622, soms verkeerdelijk slag bij Issus genoemd, was een belangrijke veldtocht in de Byzantijns-Sassanidische Oorlog (602–628) van Herakleios die eindigde in een verpletterende Byzantijnse overwinning in Anatolië.

## Gebeurtenissen
In 622 was de Byzantijnse keizer Herakleios klaar om een tegenoffensief in te zetten tegen de Sassaniden die het merendeel van de oostelijke provincies van het Byzantijnse Rijk onder de voet hadden gelopen. Hij verliet Constantinopel de dag na het paasfeest op zondag 4 april 622. Hij liet zijn jonge zoon, Constantijn III Herakleios, achter als regent onder de hoede van patriarch Sergius en de patriciër Bonus. Teneinde de Perzische strijdkrachten in zowel Anatolië als Syrië te bedreigen, was zijn eerste zet om van Constantinopel naar Pylae in Bithynië (niet in Cilicië) te varen. Hij bracht de zomer door met het trainen van zijn troepen om de vaardigheden van zijn mannen en zijn eigen leiderschap aan te scherpen. In de herfst vormde Herakleios een bedreiging voor de Perzische communicatielijnen naar Anatolië vanuit de vallei van de Eufraat door op te trekken naar Noord-Cappadocië. Dit dwong de Perzische strijdkrachten in Anatolië onder Shahrbaraz om zich terug te trekken van de frontlinies van Bithynië en Galatië naar Oost-Anatolië om hem de toegang tot Perzië te blokkeren.
Wat er vervolgens gebeurde is niet geheel duidelijk, maar Herakleios bracht ergens in Cappadocië Shahrbaraz een verpletterende nederlaag toe. De voornaamste verklaring voor zijn overwinning was het feit dat Herakleios, in een hinderlaag gelegen, verborgen Perzische strijdkrachten had ontdekt en daarop een terugtocht  gedurende de veldslag had geveinsd. Daarop verlieten de Perzen hun hinderlaag om de Byzantijnen op te jagen, waarop Herakleios zijn elite-eenheid van de optimatoi een aanval liet doen op de achtervolgende Perzen, waardoor deze zelf op de vlucht werden gedreven. Zo wist hij Anatolië te bevrijden van de Perzen. 
Herakleios moest echter terugkeren naar Constantinopel om het hoofd te bieden aan de Avaren die de Balkanprovincies van zijn Rijk bedreigden, en liet zijn leger achter om te overwinteren in Pontus.